# Sterphus tinctus
Sterphus tinctus är en tvåvingeart som först beskrevs av Fluke 1950.  Sterphus tinctus ingår i släktet Sterphus och familjen blomflugor. Inga underarter finns listade i Catalogue of Life.